# بنجامین "پاپ" سینگلتون
بنجامین "پاپ" سینگلتون (1809-17فوریه1900) یک فعال و تاجر آمریکایی بود که بیشتر به دلیل نقشش در ایجاد شهرک های آفریقایی آمریکایی در کانزاس شناخته می شود. برده سابق تنسی که در سال 1846 به آزادی در انتاریو، کانادا گریخت، به زودی به ایالات متحده بازگشت و برای مدتی در دیترویت، میشیگان ساکن شد. او یکی از برجسته‌ترین مخالفان لغو ، رهبر جامعه و سخنگوی حقوق مدنی آفریقایی-آمریکایی‌ها شد.
سینگلتون در دوران اشغال اتحادیه در سال1862 به تنسی بازگشت، اما به زودی به این نتیجه رسید که سیاه‌پوستان هرگز به برابری اقتصادی در جنوب تحت سلطه سفیدپوستان نخواهند رسید. پس از پایان بازسازی ، سینگلتون جنبش هزاران مستعمره سیاهپوست را که به عنوان اگزوداستر شناخته می‌شوند، سازماندهی کرد تا در ایالت آزاد کانزاس سکونتگاه‌هایی ایجاد کنند. او که صدای برجسته ای برای ناسیونالیسم اولیه سیاه پوستان بود، در ترویج و هماهنگی مشاغل سیاه پوست در کانزاس شرکت کرد و به جنبش بازگشت به آفریقا علاقه مند شد.

## میراث و افتخارات
در سال 2002، محقق آمریکایی مولفی کیت آسانته ، "پاپ" سینگلتون را در میان 100 آمریکایی آفریقایی تبار بزرگ فهرست کرد.